# 夢想起飛Dream High2
《Dream High 2》（韓語：드림하이 2），為韓國KBS自2012年1月30日起播出的月火迷你連續劇，2011年大熱作品《夢想起飛 Dream High》的第二部。由姜素拉、朴敘俊、珍雲（2AM）、JB（JJ Project、 GOT7）、芝妍（T-ara）、珍榮（JJ Project、GOT7）、孝琳（SISTAR）、Ailee、朴軫永、嘉熙（After School）主演。

## 演員陣容

### 主要人物
| 演員   | 角色          | 年齡 | 介紹 | 粵語配音 | 國語配音 |
| 姜素拉 | 申海星        | 19   | JB的頭號粉絲 對每件事情都過於樂觀，無時無刻都充滿了活潑的能量，直率而單純。只有單純的人才擁有的那種時刻好心情的愉快感，是誰也無法模仿的，是這個女孩特有的。 她堅信只要上了麒麟藝高，然後努力就能成為歌手。她的音樂是從書上學來的。無論什麼，只要是她決定的，就會一直執拗下去。她就是這樣的類型。對於自己的才能，她從未懷疑過，而且堅信付出與回報成正比。 實力不足，這種事情她做夢都沒有想過，所以她實習分數不及格，變成退出對象的時候，她感覺像天塌下來了一樣。如果因為傷自尊心幾次就放棄的話，那就不是申海星了。 | 余欣沛   | 詹雅菁   |
| 鄭珍雲 | 陳佑真        | 19   | 想成為搖滾之星的音樂才子 下課之後回到宿舍自己作曲，誰都不知道，他每晚都在弘大的大街上以演奏為樂趣的活著，他就是這樣的孩子。對於就讀一個正在走下坡的麒麟藝高，他認為做自己的音樂才更加重要。 當年麒麟藝高入學考試時，聲帶情況不好的JB在3年後作為大明星回來了，佑真心想，他不在的這段期間內，我到底做了什麼，感到了自身的混亂，而這也並不是全部。他經常會抱著「我的實力比較強」的想法引起競爭，但大家卻每次都說JB是對的，佑真是錯的。不是錯誤，而是不同，這讓佑真開始混亂。 世界上還有很多很好的音樂，我也只是想要做我喜歡的音樂。即使沒有任何人欣賞，在夜晚的天空散發出微微光芒的那新月就是如此。但是，真的沒有別人要聽我的音樂的話，我該怎麼辦呢？ | 周良鴻   | 李世揚   |
| JB     | JB / 張宇載   | 19   | 國內最紅男子兩人舞蹈組合I:dn的隊長 擁有著巨大後援會的K-pop最紅明星JB，是一個豪爽不像Top Star並且經常提供粉絲優待的男人。為了讓大家看起來更美好，最大的魅力就是安全感，舞蹈就是舞蹈，唱歌就是唱歌，Rap 就是 Rap，無論什麼都做的那麼完美的男人。女人們夢中的理想型，強勢的男人，對我卻很溫柔的男人，那就是JB。 他卻源源不斷地感到不安和孤單，毫無理由也沒根據。在不安感中變成練習蟲，神經變得更加敏感，但即使這樣，不安感也不會就此減少。因不想要看到自己軟弱的樣子，也不想要看到自己失誤後驚慌失措的樣子，他對著鏡子練習。輸的話，討厭的要死。有神經衰弱的偶像，那就是JB的另一個樣子。                                                              | 曹啟謙   | 梁興昌   |
| 朴芝妍 | Lyan / 李智京 | 19   | 人氣女團HershE的Rappper和舞蹈擔當 如果正確點說，就是外貌擔當。雖然現在毫無演技的她只是配角，Lyan卻認為主業是演員，當偶像只是副業而已。唱功和跳舞即使努力也沒有發展，比自己做得好的人到處都是。 因繁忙的日程，總會在拍攝現場發生幾次感到抱歉的事情，卻只能拍出與自己內心完全不同的毫無演技的內容。人氣方面有些敏感，並且總是很脆弱。別人會怎麼看自己呢？ 對於自己做的事情極其關注，平時也有誇張的行動和表現，費心維持自己高傲的公主形象。 | 陳皓宜   | 楊凱凱   |
| 孝琳   | Nana / 李在熙 | 19   | 人氣女團HershE的隊長和實力派主唱，韓國的碧昂絲 酷且豪爽的性格，也有像鄰家姐姐一樣熱情大方的一面。可以一邊跳舞一邊唱出完美的現場，只要教她就能學會，擁有熱情和努力的同時，還擁有才能。可是比起別的，她有永不停歇的能量，在體力和健康美方面名不虛傳，是別人的典範。 她以她特有的大方的性格，和麒麟藝高的學生們打成一片。用流血的努力換來了實力唱將的招牌，而這卻也變成了綁住自己手腳的鐐銬。只有在自己不能再唱歌的時候，才會再一次發現自己其他的可能性。她全然是外柔內剛的類型。 | 黃淑芬   | 許淑嬪   |
| 朴敘俊 | 李時宇        | 19   | 國內最紅男子兩人舞蹈組合I:dn的主唱 是個花花公子，反抗意識很強悍的孩子。有傳聞說他的手機中存著超過500個女人的電話號碼，事實上卻是更多，不知不覺就連毫無關係的人都要勾引一番。如果說跟女人要電話是一種興趣，那一定是他的興趣，而自拍則是他的另一個習慣。 即使不在舞臺上，他喜歡的東西也很多，正因為這些他才能自由享受。否定的來講的話，那就是他對於勝負的慾望不足，甚至不知道是否有熱情。即使這樣，也是天生就有實力，OZ演藝公司的搶手人物。因是經常拿來與JB比較的人物，所以也成為了JB身邊可以幫助其抓平穩的朋友。 | 周倚天   | 李景唐   |

### 麒麟藝高學生
| 演員   | 角色   | 介紹 | 粵語配音 | 国語配音 |
| 劉小英 | 朴順童 | 自己很愛誇耀雖看不見鬼卻能聽到鬼說話。她所說的占卜之言雖不能信，卻因為聲音表情很有張力而吸引人，不過目前相信的人只有室友申海星一人。 | 林元春   | 許淑嬪   |
| 金志修 | 朴弘洙 | 綽號BGM。有高度親和力和幽默感和任何人都處得很好，雖想成為走遍各地的民謠歌手，卻很可惜被諧星般的外貌掩蓋住才能。 | 伍博民   | 李景唐   |
| Jr.    | 鄭義峰 | 單純無知、易衝動，外表雖像不良少年內心卻很善良，特別是在女生面前就會不知所措，個性質樸到哪裡都睡得好。 | 關令翹   | 于正昌   |
| 鄭妍珠 | 李瑟   | 和外表單純比起來，是個笑也好哭也好都很擅長的女生，不善與人來往，從小被欺負到大，有著誰都不知道的祕密。 | 成瑤孆   | 詹雅菁   |
| Ailee  | Ailee  | 人氣女團HershE的實力派主唱。單純只是愛唱歌，對團員很好。平時從未被別人閒麻煩，一直像溫室花朵一樣被保護著，個性善良、率真不做作，但對大咧咧的她來說"常識"這東西太難了，所以這方面非常依賴Nana，也很聽她的話。Nana對她來說不只是團員，更是姐妹和家人，Nana嗓子受傷的時候，很細心的照顧她，還擔心的掉了幾次淚。 | 陳琴雲   | 詹雅菁   |

### 麒麟藝高教師
| 演員   | 角色   | 介紹 | 粵語配音 | 国語配音 |
| 金正泰 | 李江哲 | OZ演藝公司代表兼任麒麟藝高理事長。抱著天生直覺和經驗，過去發展一路成功，對自己的決策從未有過懷疑，也得到冷血的評價，把自己嚴厲的個性化為幽默很少斥責，卻總是笑裡藏刀，野心是把麒麟藝高變成OZ演藝公司的訓練所。 | 潘文柏   | 于正昌   |
| 權海驍 | 朱正浣 | 遊手好閒的校長，偷偷經營炸雞店債台高築。以前玩BAND時代有過交手的李江哲入主學校之後也威脅其校長地位。 | 張炳強   | 李世揚   |
| 嘉熙   | 玄智秀 | 麒麟藝高新任舞蹈教師、OZ演藝公司舞蹈總監、前女子團體「奶油泡芙」出身。曾經說過「根本沒有女舞者」這樣的話，獨具一格。                                                                                           | 朱妙蘭   | 許淑嬪   |
| 朴軫永 | 楊真萬 | 麒麟藝高英文教師。原擔任舍監但已被解除職務，目前仍對當歌手懷抱夢想，雖然是英文教師卻會插手指導學生的舞蹈和唱歌。                                                                                               | 葉振聲   | 梁興昌   |
| 崔汝珍 | 安泰妍 | 麒麟藝高聲樂教師。本身雖不至於有卓越的歌唱能力，但抱著補習班教師也都不見得通過司法考試的信念，對自身的歌唱實力也並不羞愧。對時尚有高度關心，甚至會因為外表歧視學生。                                           | 曾佩儀   | 楊凱凱   |
| 尹熙錫 | 申在仁 | 國內頂級作曲家、製作人。 | 黃啟昌   | 李景唐   |

### 其他人物
| 演員   | 角色   | 介紹         |
| 盧正義 | 申海風 | 海星的妹妹。 |
|        | 申尚赫 | 海星的爸爸。 |

### 特別出演
| 演員           | 角色       | 集數   | 粵語配音 | 国語配音 |
| 李準赫         | 電視劇導演 | 第1集  |          |          |
| Mark（GOT7）   | 舞者       | 第1集  |          |          |
| 娜璉（TWICE）  | 學生       | 第1集  |          |          |
| 金秀賢         | 宋森動     | 第1集  | 張裕東   |          |
| IU             | 金必淑     | 第1集  | 何璐怡   |          |
| 東玄 光旻 榮旻 |            | 第2集  |          |          |
| MYNAME         |            | 第2集  |          |          |
| PSY            | 訓練營教官 | 第5集  | 陳卓智   |          |
| 譽恩           | 電台主持人 | 第9集  | 何璐怡   |          |
| 秀智           | 高慧美     | 第15集 | 何璐怡   |          |

## 收視率
| 集數       | 播出日期   | TNmS收視率       | TNmS收視率     | AGB收視率        | AGB收視率      |
| 集數       | 播出日期   | 大韓民國（全國） | 首爾（首都圈） | 大韓民國（全國） | 首爾（首都圈） |
| ---------- | ---------- | ---------------- | -------------- | ---------------- | -------------- |
| 1          | 2012/01/30 | 9.2%             | 9.8%           | 10.5%            | 11.6%          |
| 2          | 2012/01/31 | 8.9%             | 10.1%          | 9.8%             | 11.0%          |
| 3          | 2012/02/06 | 8.2%             | 8.8%           | 7.2%             | 7.6%           |
| 4          | 2012/02/07 | 9.8%             | 11.7%          | 8.2%             | 8.9%           |
| 5          | 2012/02/13 | 7.6%             | 7.9%           | 7.7%             | 8.0%           |
| 6          | 2012/02/14 | 7.9%             | 8.0%           | 7.9%             | 8.5%           |
| 7          | 2012/02/20 | 6.9%             | 7.9%           | 8.1%             | 8.7%           |
| 8          | 2012/02/21 | 7.8%             | 8.3%           | 7.9%             | 8.2%           |
| 9          | 2012/02/27 | 7.7%             | 8.7%           | 7.3%             | 7.9%           |
| 10         | 2012/02/28 | 7.8%             | 8.7%           | 7.9%             | 8.0%           |
| 11         | 2012/03/05 | 6.3%             | 7.1%           | 6.4%             | 7.0%           |
| 12         | 2012/03/06 | 7.1%             | 7.5%           | 6.4%             | 6.5%           |
| 13         | 2012/03/12 | 5.2%             | 5.5%           | 6.2%             | 6.7%           |
| 14         | 2012/03/13 | 5.7%             | 6.5%           | 6.8%             | 6.9%           |
| 15         | 2012/03/19 | 5.7%             | 5.8%           | 5.7%             | 6.7%           |
| 16         | 2012/03/20 | 6.4%             | 6.7%           | 6.6%             | 7.4%           |
| 平均收視率 | 平均收視率 | 7.4%             | 8.1%           | 7.5%             | 8.1%           |

## 外部連結
- 韓國KBS官方網站 （页面存档备份，存于） 
- 香港無綫電視官方網站 （页面存档备份，存于） （繁體中文）

| KBS 2TV 月火劇                           | KBS 2TV 月火劇                           | KBS 2TV 月火劇 |
| ---------------------------------------- | ---------------------------------------- | -------------- |
|                                          | （2012年1月30日 - 2012年3月20日）        |                |
| Brain （2011年11月14日 - 2012年1月17日） | 愛情雨 （2012年3月26日 - 2012年5月29日） |                |

| 香港 無綫電視J2 星期一至五 22:30 - 23:30   | 香港 無綫電視J2 星期一至五 22:30 - 23:30      | 香港 無綫電視J2 星期一至五 22:30 - 23:30 |
| ------------------------------------------ | --------------------------------------------- | ---------------------------------------- |
|                                            | 星夢高飛2 （2012年10月8日 - 2012年11月5日）   |                                          |
| 大話男女 （2012年9月10日 - 2012年10月5日） | 公主的男人 （2012年11月6日 - 2012年12月19日） |                                          |

| 臺灣 東森綜合台 星期二至五 19:00 - 20:00 · 9月1日 星期一 19:00 - 20:00 | 臺灣 東森綜合台 星期二至五 19:00 - 20:00 · 9月1日 星期一 19:00 - 20:00 | 臺灣 東森綜合台 星期二至五 19:00 - 20:00 · 9月1日 星期一 19:00 - 20:00 |
| ---------------------------------------------------------------------- | ---------------------------------------------------------------------- | ---------------------------------------------------------------------- |
|                                                                        | 夢想高飛 （2014年7月29日 - 2014年9月1日）                              |                                                                        |
| 綜藝大熱門爸爸！我們去哪裡？                                           | 神醫 （2014年9月2日 - 2014年10月14日）                                 |                                                                        |
| 臺灣 東森戲劇台 星期二至五 16:00 - 17:00                               |                                                                        |                                                                        |
| 當男人戀愛時                                                           | 夢想高飛 （2014年7月30日 - 2014年9月2日）                              | 神醫 （2014年9月3日 - 2014年10月15日）                                 |